# Nordiska skidcentret i Chanty-Mansijsk
Nordiska skidcentret i Chanty-Mansijsk (ryska: Центр лыжного спорта, Tsentr Lyzjnogo Sporta) är en skidskytteanläggning i Chanty-Mansijsk, Ryssland. På engelska är benämningen Nordic Ski Centre (of Khanty-Mansiysk).

## Historia
Mellan 1994 och 1996 byggdes Nordic Ski Centre (som är den brukade benämningen på engelska). Den första internationella tävlingen som anordnades där var Ugra Cup 1997. Den anordnades då anläggningen fortfarande inte var riktigt färdig. Tre år senare, säsongen 1999/2000, kom världscupen i skidskytte till Chanty-Mansijsk för första gången. Samma år anordnades även en internationell tävling i rullskidskytte där. Året efter stod anläggningen som värd för juniorvärldsmästerskapen i skidskytte och 2003 anordnades de stora världsmästerskapen där, trots att världscupen inte varit i Chanty-Mansijsk mer än en gång tidigare. Efter det har världsmästerskapen anordnats på Chanty-Mansijsks skidcenter ytterligare två gånger, 2010 (dock endast mixedstafett, eftersom det inte ingick i OS) och 2011, samt varit med i världscupkalendern nästan varje säsong.

## Om anläggningen
Stadion ligger i Chanty-Mansijsk, med en höjd på 83 meter över havet. Anläggningen är totalt cirka 16 hektar stor, och höjden på den cirka 15 kilometer långa banan varierar mellan 85 och 113 meter över havet. Där finns läktare med ståplatser för totalt 15 000 personer, samt 22 kommentatorshytter. Av de 15 kilometerna, varav tre är med elljus, går 7,5 kilometer att åka med rullskidor. Man har även tillgång till sju snökanoner för att göra konstsnö. Internationella tävlingar hålls helst i slutet av säsongen eftersom temperaturen ofta är under gränsen –20 °C i januari.